# Emilio Aceval
Emilio Aceval  (Paraguai, 1854 — 1931), foi um político paraguaio, foi presidente da República entre 1898 e 1902.

## Sua Vida
Ele foi um dos heróis crianças sobreviventes da batalha de Acosta Ñu. Seus estudos foram realizados sob a direção do Padre Fidel Maíz, mas com a eclosão da Guerra contra a Tríplice Aliança ingressou no Exército aos 13 anos. Foi ferido em Pirayú e depois em Acosta Ñu, onde atuou com a patente de sargento-mor. Dias depois, ele foi feito prisioneiro na batalha de Caraguatay. (Sua roupa de soldado está em exibição no Museu de História Militar.)
Ao retornar à capital, encontrou a triste cena da casa de seus pais, que foi cruelmente saqueada, ele se encontrou em uma solidão fria, mas seus parentes o ajudaram a se mudar para Corrientes e depois para Buenos Aires, onde retomou seu trabalho escolar como estagiário no Colégio Nacional Central. Ele continuou seus estudos de engenharia do pós-guerra em 1876, mas teve que interrompê-los devido a uma doença grave. Após sua recuperação, fez uma longa viagem pela Europa e Estados Unidos, de onde voltou em 1881, e se dedicou à pecuária, tornando-se um forte proprietário de terras. Ele morreu na cidade de Assunção em 15 de abril de 1931.

## Seu governo
Foi Presidente da República entre 25 de novembro de 1898 e 9 de janeiro de 1902. Foi o terceiro presidente paraguaio com sobrenome basco. Seu gabinete era composto por: José P. Urdapilleta, no Tesouro; José Segundo Decoud; em Relações Exteriores; Guillermo de los Ríos no Interior; José Zacarías Caminos, Venancio V. López, Gerónimo Pereira Cazal, José Tomás Legal e Pedro Bobadilla, Justiça, Culto e Instrução Pública, e Coronel Juan A. Escurra na Guerra e Marinha.

## Trabalhos importantes
Durante o governo do Presidente Aceval, o Paraguai participou da Exposição Universal de Paris, foram criados o Conselho Nacional de Educação, a Diretoria Geral de Escolas e o Conselho Nacional de Higiene. Também foi criada a Cobrança de Impostos Internos; uma epidemia de peste bubônica foi declarada, o que levou à criação do Escritório Bacteriológico; foram instaladas colônias de imigrantes, principalmente italianos. O Paraguai participou da exposição internacional na Filadélfia; o telégrafo alcançou San Estanislao, ao norte, e ao sul de Encarnación.
Além disso, a Lei de Colonização e Domicílio foi aprovada; grande número de imigrantes italianos se estabeleceram no Paraguai. Infelizmente, também durante seu governo, o país sofreu os estragos de uma epidemia de febre bubônica. A partir de 1º de janeiro de 1901, o sistema métrico decimal entrou em vigor, suplantando as antigas unidades de medida, como a polegada, a barra, a onça, a arroba., o quintal, a milha, a libra e outras unidades implantadas pela administração espanhola na América. Foi lançada a “Revista Histórica Quinzenal”, sob a direção de Manuel Domínguez, foi criada uma cadeira de Sociologia pelo Dr. Báez. Além disso, o Dr. Cecilio Báez foi nomeado, em 1901, Ministro Plenipotenciário no México, e Delegado da 2ª. Conferência Pan-Americana. Para orgulho nacional, sua apresentação foi aprovada e, ao retornar, ele foi recebido de forma gloriosa.

## Trajetória política
Emilio Aceval resumiu o seu pensamento com estas simples palavras: “Tenho como axioma, e não sem fundamento, que o trabalho de reconstrução nacional exige a maior quantidade de energia intelectual, a maior prudência na escolha dos meios e um esforço comum de patriotismo.”.
Uma recaída na situação política causou graves conflitos que se refletiram no Parlamento. Em 9 de janeiro de 1902, um comitê revolucionário formado pelos generais Caballero e Escobar e o coronel Escurra concluiu seus desejos de derrubar Aceval, forçou-o a renunciar, e um incidente estourou no complexo parlamentar que resultou na morte do senador Facundo Ynsfrán Caballero e ferimentos de vários congressistas. A Sessão foi imediatamente reiniciada e o Congresso decidiu nomear seu próprio Vice-Presidente, Don Héctor Carballo, como substituto.
Empresário, também foi deputado e ministro da Guerra e Marinha, durante o governo de Gral Egusquiza. Além disso, em 9 de junho de 1894, era sócio do Clube Popular Egusquicista. Ele participou da Exposição Universal de Paris e da Exposição Internacional da Filadélfia.